# Faceta (matematika)
Faceta simplicialnega kompleksa je maksimalni simpleks.
V splošnem sta v teoriji poliedrov in politopov v uporabi dva pomena:
- faceta poliedra je  katerikoli mnogokotnik, katerega vogali so oglišča  poliedra.
- faceta n-politopa je (n-1) razsežna stranska ploskev

Zgledi:
1. facete mnogokotnika so stranice
2. facete poliedrov ali tlakovanja so stranske ploskve
3. facete polihoronov (4 politopi) ali satovja so celice
4. facete 5-politopov ali 4-satovja so hipercelice.

Dve faceti se v politopu sekata v grebenu.